# Kaloula mediolineata
Kaloula mediolineata és una espècie de granota que viu a Laos, Tailàndia, Vietnam i, possiblement també, a Cambodja.
Està amenaçada d'extinció per la pèrdua del seu hàbitat natural.